# هوردالان
هوردالان (بالنرويجية: Hordaland)، هي مقاطعة في النرويج، تقع على الساحل الغربي للنرويج ويحدها كل من مقاطعات سوغن وفيوردانه وبوسكرود وتلمارك وروغالان. تُعتبر هوردالان ثالث أكبر مقاطعة من حيث عدد السكان بعد أكشهوس وأوسلو.
يقع المركز الإداري للمقاطعة في مدينة برغن. وقبل عام 1972 كانت برغن في مقاطعة منفصلة خاصة بها. والآن يعيش أكثر من 60٪ من سكان المقاطعة في مدينة برغن ومحيطها.

## البلديات
يوجد في مقاطعة هوردالان 33 بلدية وهي:
| بلديات هوردالان | بلديات هوردالان | بلديات هوردالان |
| --- | --------------- | --------------- |
| اسم البلدية |                 |                 |
| 1. أسكي 2. أوستيفول 3. آوسترهايم 4. برغن 5. بوملو 6. إيدفيورد 7. إيتنا 8. فيديا 9. فيتيار 10. فييل 11. فوسا 12. غرانفين 13. يوندال 14. كفام 15. كفينهيراد 16. ليندوس 17. ماسفيوردن 18. ميلان 19. مودالن 20. أودا 21. أوس 22. أوستاروي 23. أويغاردن 24. رادوي 25. سامنانغر 26. ستورد 27. سون 28. سفايو 29. تيسنس 30. أولينسفانغ 31. أولفيك 32. فاكسدال 33. فوس |                 |                 |

## توأمة
لهوردالان اتفاقيات توأمة مع:
- كاوناس (1998 - )[8]